# Lannédern
Lannédern (bret. Lannedern) – miejscowość i gmina we Francji, w regionie Bretania, w departamencie Finistère.
Według danych na rok 1990 gminę zamieszkiwało 309 osób, a gęstość zaludnienia wynosiła 25 osób/km² (wśród 1269 gmin Bretanii Lannédern plasuje się na 938. miejscu pod względem liczby ludności, natomiast pod względem powierzchni na miejscu 748.).